# 腾讯平板管家

腾讯平板管家主页

腾讯平板管家是腾讯公司推出的用于Windows 8和Windows RT操作系统的安全软件，可从Windows应用商店下载。该软件具有系统清理、文件保险箱、系统信息三种功能。

## 功能

### 系统清理
此功能可清理系统运行时产生的垃圾文件。

### 文件保险箱
此功能可加密系统中的文件，并可关联QQ帐号。

### 系统信息
此功能可以显示处理器、显示器分辨率、网络连接、C盘空间等系统基本信息。